# Kukačka bambusová
Kukačka bambusová (Centropus unirufus) je druh kukačky, která se endemitně vyskytuje na filipínském ostrově Luzon a jeho nedalekých satelitních ostrovech.

## Systematika
Druh formálně popsala dvojice německých ornitologů Jean Cabanis a Ferdinand Heine v roce 1863. Jedná se o monotypický taxon.

## Výskyt
Vyskytuje se pouze na filipínském ostrově Luzon a přilehlých menších ostrovech Polillo a Catanduanes. Původní stanoviště kukačky tvořily pralesovité podrosty, v moderních dobách se vyskytuje i v sekundárním lese. Nevadí jí ani původní pralesy se selektivně těženými stromy. Početnost druhu není známá, avšak kukačka bývá popisována jako neobvyklá a s místním výskytem. Obývá hlavně nížiny, občas vystoupá až do 1200 m n. m.

## Popis
Tato středně velká kukačka dosahuje délky těla 38–42 cm. Samec váží kolem 170 g, samice 200 g. Výrazný je dlouhý ocas, který dokonce přesahuje délku těla. Statný nazelenavý zobák se žlutou špičkou je zahnutý směrem dolů. Duhovka je světle hnědá, kolem očí se nachází žlutohnědý oční kroužek. Nohy jsou břidlicově šedé až olivově hnědé. Opeření dospělců je tmavě rezavé, na spodní části těla o něco světlejší než na horní, tmavší části těla.

## Biologie
Kukačka bambusová se vyskytuje v malých hlučných skupinkách do počtu cirka 12 jedinců. Potravu sbírá hlavně v nižších patrech lesa, zvláště v oblibě má bambusové houštiny. Živí se mj. hmyzem, v žaludku kukačky byly nalezeny i zbytky pěvců.
Hlasově se projevuje rázně uťatým skuip uip uip uip, které lze zaslechnout hlavně při přelétávání kukaček mezi korunami stromů. Tento hlasový projev připomíná vysoko položený zvuk dětské hračky. Kontaktní volání je pronikavé žalostné kaou.

## Ohrožení a početnost
Mezinárodní svaz ochrany přírody (IUCN) hodnotí kukačku bambusovou jako téměř ohrožený druh. I přes neznámou velikost populace se předpokládá, že početnost druhu klesá následkem úbytku přirozených stanovišť a fragmentace krajiny, primárně v důsledku přeměny původních lesů na zemědělkou půdu, těžby dřeva a vzniku dolů. Kukačka není v bezpečí ani v přírodním parku Northern Sierra Madre, kde se sice stále nachází v hojných počtech, avšak tento park ohrožuje výstavba cest a dalších staveb.